# Thyrosticta rothschildi
Thyrosticta rothschildi är en fjärilsart som beskrevs av Griveaud 1964. Thyrosticta rothschildi ingår i släktet Thyrosticta och familjen björnspinnare. Inga underarter finns listade i Catalogue of Life.